# Vjekoslav Šutej
Vjekoslav Šutej (* 31. Juli 1951 in Rijeka, Jugoslawien; † 2. Dezember 2009 in Zagreb, Kroatien) war ein jugoslawischer bzw. kroatischer Dirigent, der fast 15 Jahre an der Wiener Staatsoper wirkte.

## Leben und künstlerisches Wirken
Vjekoslav Šutej wurde in eine Künstlerfamilie hingeboren und wuchs in einem musikalischen Elternhaus auf. Sein Großvater war Italiener, eine Eltern waren die bekannte kroatische Sopranistin Alemka Štefanini Šutej und der Tenor Josip Šutej, die beide an der Kroatischen Nationaloper in Zagreb engagiert waren. Als Kind wurde er häufig zu den Proben ins Theater mitgenommen und spielte in Madama Butterfly auch Cio-Cio-Sans Kind, als beide Eltern auf der Bühne sangen. Ab dem Alter von fünf Jahren begann er mit dem Klavierspiel und übte täglich etwa fünf bis sechs Stunden.
Nachdem er ursprünglich hatte Seemann werden wollen, und auch ein von seinen Eltern favorisiertes Medizinstudium sich für ihn nicht richtig anfühlte, entschied er sich für eine Laufbahn als professioneller Musiker. Er studierte an der Musikhochschule Zagreb bei Igor Gjadrov. Weitere Studien führten ihn nach Rom zu Franco Ferrara. 
Mit 22 Jahren debütierte er als Dirigent und leitete in seinen ersten Jahren als Dirigent jährlich etwa 10–12 Produktionen. Šutej war von 1979 bis 1989 Künstlerischer Leiter und Chefdirigent des Kroatischen Nationaltheaters in Split, wo er versuchte, sich als Dirigent ein möglichst breites Repertoire zu erarbeiten. 1986 ging er in die Vereinigten Staaten, wo er für die folgenden 12 Jahre regelmäßig arbeitete. Von 1986 bis 1990 war er Künstlerischer Leiter des „Hollybush-Festivals“ in New Jersey. 1990 wurde er, nach einem kurzfristigen, erfolgreichen Einspringen bei einer Rigoletto-Aufführung mit Leo Nucci und Marcello Giordani, als „Erster Gastdirigent“ an die Houston Grand Opera verpflichtet. Von 1992 bis 1997 war er dort Musikdirektor. In dieser Zeit leitete er insgesamt 133 Vorstellungen, davon 19 Neueinstudierungen, unter anderem La Bohème, Andrea Chénier, Aida, Lucia di Lammermoor, La Traviata, Boris Godunow und Ariadne auf Naxos. In der Spielzeit 1996/97 dirigierte er dort die Uraufführung der Oper Florencia en el Amazonas des mexikanischen Komponisten Daniel Catán (1949–2011).
Ab 1993 begann auch seine Karriere als Gastdirigent in Europa. Von 1990 bis 1993 war er Musikalischer Direktor am Teatro La Fenice in Venedig, wo er unter anderem Neueinstudierungen der Opern Rigoletto und Eugen Onegin (Saison 1990/91, in russischer Sprache) leitete. Im Sommer 1990 dirigierte er beim Verdi-Festival in Parma Verdis Oper Il trovatore in der selten aufgeführten französischen Version Le Trouvère mit dem Orchester und Chor der Opéra de Paris.
In den 1990er Jahren arbeitete Šutej häufig in Spanien. Er gründete das Königliche Symphonieorchester von Sevilla und war von 1990 bis 1996 dessen Künstlerischer Leiter und Chefdirigent. Er war außerdem Mitglied der spanischen Kunstakademie, der Real Accademia de Bellas Artes. 
Seit 1993 dirigierte Šutej regelmäßig an der Wiener Staatsoper und gehörte zu den ständigen Gastdirigenten. Er debütierte dort 1993 mit der Neueinstudierung der Oper Pique Dame von Peter Tschaikowski. In der Saison 2001/2002 leitete er die Eröffnungspremiere Don Carlos von Giuseppe Verdi, mit Neil Shicoff in der Titelrolle, die live in Form des Public Viewing in Wien und Graz übertragen wurde. Zuletzt dirigierte Šutej an der Wiener Staatsoper im April 2007. Insgesamt leitete er im Haus am Ring nach Angaben der Wiener Staatsoper 129 Aufführungen in 17 verschiedenen Werken der Opernliteratur. Unter anderem dirigierte er in Wien die Opern La Bohème, La Traviata, Madame Butterfly, Die Jüdin und Tosca. 2003 dirigierte er Rigoletto in der Arena di Verona.
Nach dem Ende des Balkankrieges kehrte Šutej in seine Heimat zurück und ließ sich dauerhaft in Zagreb nieder. Von 2002 bis 2005 war er Leiter des Sommer-Musikfestivals in Dubrovnik. Seit 2003 war er bis zu seinem Tode Musikalischer Leiter und Chefdirigent der Zagreber Philharmonie (Zagreb Philharmonic Orchestra), mit der er auch Konzerte im Ausland gab, und Professor an der Musikhochschule in Zagreb.
Gastspiele führten Šutej nach Moskau und Prag, nach Mexiko-Stadt und nach Seattle. In Frankfurt dirigierte er 1991 das Neujahrskonzert in der Frankfurter Oper. Er dirigierte an der Oper von Monte Carlo und in der Arena di Verona. Mehrfach leitete er in Wien die Konzertveranstaltung Christmas in Vienna. Häufig arbeitete er bei Konzerten mit den Tenören José Carreras, Plácido Domingo und Ramón Vargas, mit dem ihn auch eine langjährige Freundschaft verband, zusammen. 
Vjekoslav Šutejs Hobby was das Segeln. Er starb nach langer, schwerer Krankheit an den Folgen einer Krebserkrankung. Im Jahr 2008 war bei ihm Leukämie festgestellt worden. Mehrere Knochenmarktransplantationen in Seattle und Zagreb blieben erfolglos.